# Fabrisio Saïdy
Fabrisio Saïdy (* 15. Juli 1999 in Antsiranana, Madagaskar) ist ein französischer Leichtathlet, der sich auf den 400-Meter-Lauf spezialisiert hat.

## Sportliche Laufbahn
Fabrisio Saïdy wurde auf Madagaskar geboren. Mit vier Jahren lebte er auf Réunion. Er nahm erstmals 2015 an französischen Jugendmeisterschaften teil und konnte bei dabei bei den U18-Meisterschaften den sechsten Platz über 400 Meter belegen. Ein Jahr später gewann er bei den gleichen Meisterschaften Silber über 200 Meter. 2017 stige er dann in die höhere Altersklasse auf und konnte zumindest mit der Staffel an den U20-Europameisterschaften in Grosseto teil, mit der zusammen die Silbermedaille gewann. 2018 startete er ebenfalls mit der 4-mal-400-Meter-Staffel bei den U20-Weltmeisterschaften in Tampere, bei denen das Quartett den vierten Platz belegte. In seiner Paradedisziplin, den 400 Metern, blieb er 2018 zudem erstmals unter 47 Sekunden.
Im März 2019 gewann Saïdy mit der Staffel Bronze bei den Halleneuropameisterschaften in Glasgow. Im Einzelwettbewerb belegte er in 46,80 s den fünften Platz. Im Mai belegte die französische 4-mal-400-Meter-Staffel den zweiten Platz im B-Finale bei den IAAF World Relays und damit den insgesamt 10. Platz. Im Juli trat er dann bei den U23-Europameisterschaften im schwedischen Gävle an, bei denen er in persönlicher Bestzeit von 45,79 s die Goldmedaille gewann. Mit der Staffel gewann er zudem eine weitere Bronzemedaille. In den kommenden Jahren verpasste er die Qualifikation für sportliche Großereignisse.
2019 wurde Saidy französischer Hallenmeister im 400-Meter-Lauf.

## Wichtige Wettbewerbe
| Jahr                   | Veranstaltung               | Ort                    | Platz                  | Disziplin              | Zeit                   |
| Startet für Frankreich | Startet für Frankreich      | Startet für Frankreich | Startet für Frankreich | Startet für Frankreich | Startet für Frankreich |
| ---------------------- | --------------------------- | ---------------------- | ---------------------- | ---------------------- | ---------------------- |
| 2017                   | U20-Europameisterschaften   | Grosseto               | 2.                     | 4 × 400 m              | 3:09,04 min            |
| 2018                   | U20-Weltmeisterschaften     | Tampere                | 4.                     | 4 × 400 m              | 3:06,65 min            |
| 2019                   | Halleneuropameisterschaften | Glasgow                | 5.                     | 400 m                  | 46,80 s                |
| 2019                   | Halleneuropameisterschaften | Glasgow                | 3.                     | 4 × 400 m              | 3:07,71 min            |
| 2019                   | IAAF World Relays           | Yokohama               | 10                     | 4 × 400 m              | 3:02,99 min            |
| 2019                   | U23-Europameisterschaften   | Gävle                  | 1.                     | 400 m                  | 45,79 s                |
| 2019                   | U23-Europameisterschaften   | Gävle                  | 3.                     | 4 × 400 m              | 3:05,36 min            |

## Persönliche Bestleistungen
Freiluft
- 200 m: 21,71 s, 15. April 2017, L’Étang-Salé
- 400 m: 45,44 s, 3. Juli 2022, La Chaux-de-Fonds

Halle
- 400 m: 46,67 s, 17. Februar 2019, Miramas